# Noël Deschamps
 (janvier 2013).
Noël Deschamps est un chanteur français né le 22 juin 1942 à Villefranche-sur-Saône.
Découvert au Golf Drouot, temple français du rock 'n' roll, Noël Deschamps signe un contrat avec le label RCA Victor. Sa carrière débute en 1964 pour s'interrompre dès 1969. Son titre le plus vu sur YouTube est Oh la hey, écrit avec Alain Bashung en 1966. Quelques disques ont suivi dans les années 1970, mais sans succès. Aujourd'hui, il se produit dans des soirées hommages aux années 1960.
Il figure sur la "photo du siècle" regroupant 46 vedettes françaises du "yéyé" en avril 1966. En juin 1967, lors d’un festival pop au Palais des Sports de Paris, il ouvre - avec Ronnie Bird et Alain Bashung - devant les VIP (en), les Pretty Things, les Troggs et Cream.
Il double lui-même sa voix lors des enregistrements. Son étendue vocale (3 octaves) lui permet de le faire sur les notes les plus aiguës sans l'aide d'aucun truquage.
Noël Deschamps est revenu aux affaires en 2023 avec un nouvel album intitulé "Retour aux sources" (Magic Records) comportant 14 titres inédits.

## Discographie

### Super 45 tours
- 1964 : Ce n'est jamais assez - Que tu es naïve ! / Pourquoi pleurer ? - Ne prends pas cet air-là
- 1964 : Te voilà (She’s not there) - On joue avec ton cœur / Plus un sou - On n'a rien à gagner
- 1965 : Je n'ai à t'offrir que mon amour (Don’t let me be misunderstood) - Aujourd'hui tout va vite (Anyway you want it) / Passe, passe ton chemin (Laugh, laugh) - A quoi ça tient
- 1965 : Je ne fais pas d'histoires (It’s not unusual) - Je l'attends (The way I feel inside) / Tout ira très bien (It’s gonna be allright) - Souviens-toi que moi je t'aime (I remember when I loved her)
- 1966 : Comme je suis - Tu n'y peux rien / Ne t'y risque pas (Look through any window) - Je suis un sale menteur
- 1966 : A six heures c'est fini (Five o’clock world) - L'inflexible (Is this the dream ?) / La vie est un combat, à chacun pour soi (I want you back again) - Pour lui tu feras des folies (Bumble bee)
- 1966 : Ah, si j'avais pensé (Would I still be her big man) - On se moque de toi, laisse dire (Help me) / C'est pas la peine - Curieux docteur (I’m your witchdoctor)
- 1966 : Ils étaient trois (Trapped) - Ça va bien pour moi (Bring your love back home) / Oh la hey, juste quelques mots - Pour le pied (Bird doggin')
- 1966 : Bye bye Monsieur - Tu n'es plus dans l'coup / Il y a sûrement quelqu'un au monde - Cherche encore (Keep looking)
- 1967 : La petite fille et la poupée - Merci merci (Mercy, mercy) / Pour une fille - À prendre ou à laisser (You’re the love of my life)
- 1967 : Qu'est-ce qu'ils vont faire - Elle était bien trop belle / Mars, le 9 mars - J'apprendrai
- 1968 : Écoute - Rosie (Rosie) / J'ai encore envie de t'aimer - C'est dommage
- 1968 : C'était hier - Mal effeuillées / Messieurs les jurés - Tu es si jeune encore

### Singles
- 1964 : Te voilà (She’s not there) / On n'a rien à gagner
- 1967 : Toutes les filles me courent après / Pour une fille
- 1969 : Hey, vive les vacances / Marinette
- 1973 : Après les roses / Les bals de la Louisiane
- 1974 : Ma vie pour la revoir / Un oiseau blanc
- 1976 : À Liverpool / La fille et le fou
- 1976 : J’attends / Au revoir
- 1979 : Du bleu, pas du blues / Le Rock’N’Roll et moi
- 1984 : Noir mon frère (Neighbour, neighbour) / Le roi de la pince

### Participation
- 1979 : Le rêve de Blum (Blum-Blum, dum, dum) sur l'album 36 Front populaire, comédie musicale de Jean-Pierre Bourtayre, Jean-Claude Petit et Étienne Roda-Gil

### Albums
- 1967 Ca va bien pour moi (RCA 730 001) seul 33 tours édité à l'époque
- 1988 Le long de l'avenue (33 tours Juke Box Magazine JBM 30 001) inédits et titres rares
- 1996 Ca n'est jamais assez (Magic Records 523 282). Coffret de 3 CD constituant un best of avec 5 titres inédits)
- 1998 Ca va bien pour moi (Magic Records 17 484 2) CD avec 11 versions alternatives
- 1997 C'est pas ça la vie (Magic Records 17 690 2) CD de 12 nouveaux titres
- 2004 Anthologie 40ème anniversaire (Magic Records 393 048 6) avec des inédits et des titres rares
- 2020 C'est bien ça la vie (Magic Records, CD3931077). Coffret de 3 CDs constituant un best-of de sa carrière
- 2023 Retour aux sources (Magic Records, ASIN B0BYPMRT8W) comportant 14 titres inédits, écrits par Norbert Wilhelm, Pascal Freslon pour la musique et Jean-Claude Dunyach, Norbert Wilhelm et Noël Deschamps pour les paroles.
- 2024  60ème anniversaire 1964/2024 (Magic Records 393 121 6) compilation avec 2 titres inédits
- 2025 Si j'avais vu le Père Noël (Magic Records 393 122 1) 12 nouveaux titres